# Zlopoljac
Zlopoljac falu Bosznia-Hercegovinában, Bihács községben, a Bosznia-hercegovinai Föderáció Una-Szanai kantonjában. 

## Fekvése
Bihácstól légvonalban 5, közúton 7 km-re északnyugatra, a Bisovactól a Bihácsi-mező felé lejtő karsztfennsíkon fekszik. A falu házai többnyire családonként csoportokra oszlanak, szétszórtan
az enyhe lejtőkön, néhol úgy megbújva, hogy az ember alig veszi észre. Három településrésze Bučnici, Bogdanovac és Jankovac.

## Népessége
| Nemzetiségi csoport | Népesség 1991 | Népesség 2013 |
| ------------------- | ------------- | ------------- |
| Szerb               | 196           | 1             |
| Bosnyák             | 7             | 98            |
| Horvát              | 0             | 1             |
| Jugoszláv           | 0             | 0             |
| Egyéb               | 2             | 3             |
| Összesen            | 205           | 102           |

## Története
Területe már a középkorban is lakott volt, erre utal, hogy a Majdan felé vezető út felső részén középkori templom maradványai láthatók. A mai település nem túl régi, a helyén korábban rétek és legelők voltak. Nem tudni, hogy honnan kapta a Zljopoljac (gonoszmezőn lakó) nevet. A név talán arra utal, hogy hely távolról lapos mezőnek látszik, de ha közelebbről megnézed, keskeny, időszakos vízfolyások által kialakított patakvölgyek borítják. Az eltűnt településekről, Jankovac és Bogdanovacról már semmit sem tud a lakosság. A mai lakosság ősei csaknem valamennyien Likából érkeztek részben az osztrák-magyar uralom előtt, részben utána. Főként mezőgazdasággal foglalkoztak. Szerb lakossága a boszniai háború idején menekült el.

## Nevezetességei
Középkori templomának alapjait mára teljesen szétdúlták, az alapok csak a föld alatt találhatók meg. Ezek alapján a templom 15x10 méteres volt. Branka Raunig megemlíti, hogy a romok között állítólag sírokat is találtak.